# Mengen (Bolu)
Mengen egy város és régió Törökország nyugati részén, a Fekete-tengeri régióban, Bolu tartományban. Területe 895 km² (346 mi²), lakossága 2000-ben 16.504, ebből 5.500 él Mengen központi városában. A polgármester Osman Eraslan (AKP).

## Fekvése
A Canakkaléből, Bergamából érkező főútvonal mentén található település.

## Története
Mengen környéke már az időszámítás előtti időkben is lakott volt. A mai településtől északra találták meg az i. e. 3. évezredben alapított Larissza városának nyomait.
A településen és környékén 1902-ben svéd és német régészek végeztek kutatásokat, melyek eredményeként egy templom és az akropolisz falainak maradványai kerültek a felszínre.
Az itt felszínre hozott leletek Stockholm és Isztambul régészeti múzeumaiban kerültek kiállításra.

## Nevezetességek
- Mengen híres szakácsairól és az évente megrendezett szakácsfesztiválról; a mengeni szakácsok a legjobb törökországi szállodákban találhatók.
- Egyike azon kevés helyeknek Törökországban, ahol a köcsek hagyománya (férfi hastáncosok) a falusi esküvőkön továbbra is széles körben elterjedt.